# Axel Bergstedt
Axel Bergstedt (* 2. April 1962 in Bleckede) ist ein deutscher Dirigent und Komponist.
Nachdem er im Juni 1996 wegen Totschlags an seiner Frau in Deutschland zu einer Haftstrafe verurteilt worden war, gelang ihm im Februar 2001 während eines Freigangs die Flucht nach Brasilien. Im folgenden Jahr wurde er von Interpol aufgegriffen.

## Leben
Als Heranwachsender lebte Bergstedt in der Nähe des Ratzeburger Doms, einem Zentrum der Kirchenmusik in Deutschland. Sein Lehrer war der Dirigent und Organist Neithard Bethke, bevor er seine Ausbildung an der Hochschule für Musik und Theater Hamburg begann, wo er bei Klauspeter Seibel Kirchenmusik und Dirigieren und bei Heinz Wunderlich das Orgelspiel studierte.
1985 übernahm er als Dirigent das Hamburger Bachorchester, welches sich der Kirchenmusik des 18. Jahrhunderts widmet. 1994 wurde sein Kinder-Musical Ronja Räubertochter, nach dem Buch von Astrid Lindgren, mit Orchester und 120 Personen auf der Bühne uraufgeführt.
1995/96 beteiligte er sich an dem Album The Time of the Oath der deutschen Power-Metal-Band Helloween. 1998 spielte er in dem Film Schlange auf dem Altar einen Kirchenorganisten, der in einem Gefängnis arbeitet.
1994 wurde er nach Brasilien eingeladen. Nachdem er eine brasilianische Frau geheiratet hatte, lebte er in Belo Horizonte und Vitória. 2001 begann er mit der Arbeit an sozialen Projekten. Im Jahr 2004 lud ihn die Evangelisch-lutherische Kirche von Brasilien ein, an einem neuen Projekt in Cariacica teilzunehmen, wofür er zahlreiche Kompositionen und Arrangements schrieb. Am bekanntesten sind seine Louva ao Senhor und Aquecendo Corações, die brasilianische Version von Let our hearts burn von seiner CD Aquecendo Corações.
Er übersetzte auch Kantaten und Oratorien, wie das Weihnachtsoratorium von Johann Sebastian Bach, welches 2009 in Brasília Premiere in portugiesischer Sprache hatte.

## Tötung seiner Frau und Flucht
1995 tötete er nach einem Streit seine 29-jährige Frau Heike mit einer Axt und vergrub die Leiche im Garten ihres Hauses im Hamburger Stadtteil Rahlstedt. Der Polizei meldete er seine Frau als vermisst und beschuldigte sie, sich mit 300.000 D-Mark aus der Kasse des Bach-Orchesters abgesetzt zu haben, doch führten die Ermittlungen zum Fund der Leiche. Bergstedt wurde wegen Totschlags zu acht Jahren Gefängnisstrafe verurteilt. Das Paar hatte zwei Töchter, die zu dem Zeitpunkt acht und drei Jahre alt waren.
2001 gelang Bergstedt während eines Freigangs die Flucht nach Brasilien, wie genau das vonstattenging, blieb ungeklärt. In Brasilien hatte er erneut geheiratet und schien ein normales Leben zu führen, als er ein Jahr später von Interpol gefasst wurde. Nach seiner Ergreifung kam er zunächst in Cariacica, Espírito Santo ins Gefängnis, wurde dann nach mehr als einem Jahr Haft, am 28. Februar 2003, nach Deutschland ausgeliefert, wo er den Rest der Haftstrafe verbüßte.